# San Antonio Abad
San Antonio Abad (catalansk: Sant Antoni de Portmany) er en by og kommune i det østlige Spanien på øen Ibiza i provinsen De Baleariske Øer. Den har et indbyggertal på 28.609 (2024) indbyggere.
San Antonio Abad er øens andenstørste efter hovedbyen på øen, som også hedder Ibiza ligesom selve øen. Om sommeren besøger tusindvis af unge mennesker fra hele Europa San Antonio, som er kendt for sine mange billige diskoteker.